# NGC 264
NGC 264 é uma galáxia lenticular (S0) localizada na direcção da constelação de Sculptor. Possui uma declinação de -38° 14' 04" e uma ascensão recta de 0 horas, 48 minutos e 20,9 segundos.
A galáxia NGC 264 foi descoberta em 30 de Agosto de 1834 por John Herschel.